# 美洲真鰶
美洲真鰶為輻鰭魚綱鲱形目鲱科的其中一種，分布於北美洲及墨西哥灣的淡水流域，體長可達57公分，棲息在河川、湖泊、沼澤，成魚偶而會出現在半鹹水水域，以浮游生物為食，可做為食用魚。

## 擴展閱讀
維基物種上的相關：美洲真鰶